# Konstanty Kurnatowski
Konstanty Kurnatowski (lit. Konstantinas Kurnatauskas, ur. 9 kwietnia 1878 w Mitawie, zm. 3 lutego 1966 w Rastede) – litewski teolog i duchowny ewangelicko-reformowany, wykładowca Uniwersytetu Witolda Wielkiego, superintendent generalny Jednoty Wileńskiej w latach 1938–40.

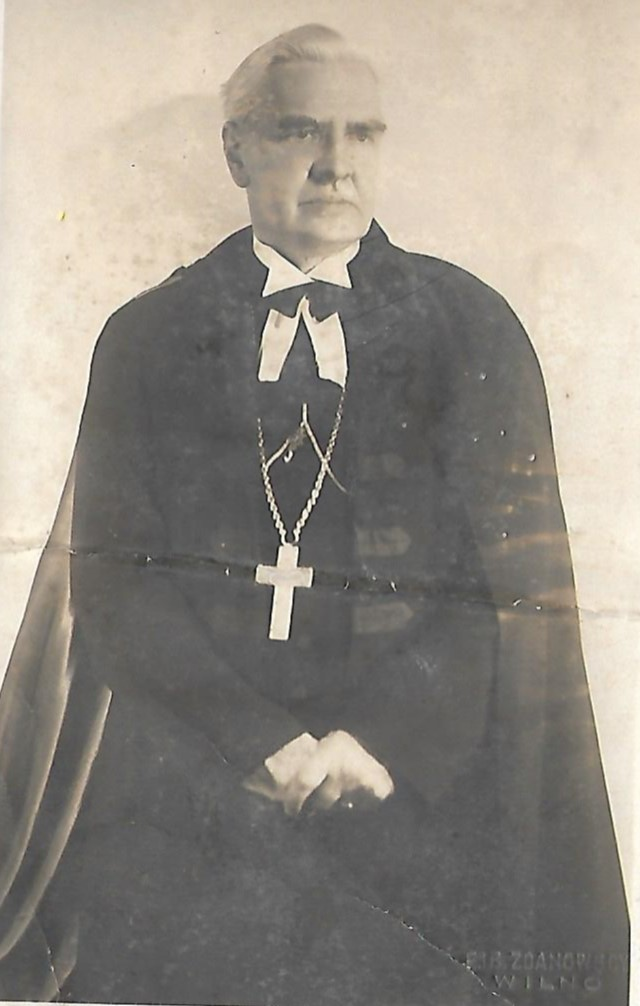
1938 - zdjęcie zrobione po zaprzysiężeniu na superintendenta generalnego Jednoty Wileńskiej

## Życiorys
Syn kalwińskiego duchownego Oskara Kurnatowskiego (1834–1910), wieloletniego pastora parafii ewangelicko-reformowanej w Mitawie i jego żony Olgi z Karpowiczów (1836–1918). W młodości pobierał nauki w szkołach guberni kurlandzkiej (m.in. w Mitawie). W 1897 złożył maturę w Petersburgu, następnie studiował teologię luterańską na uniwersytecie w Dorpacie, tytuł magistra zdobył jednak w Królewcu. W 1903 roku doktoryzował się w Erlangen. Po studiach otrzymał posadę diakona, a później pastora w Kielmach na Litwie, którą sprawował do 1938. Był wiceprzewodniczącym konsystorza Kościoła Ewangelicko-Reformowanego na Litwie. Od 1925 do 1931 stał na czele redakcji czasopisma Nasze słowo (lit. Mūsų žodis). Jako przedstawiciel Litewskiego Kościoła Ewangelicko-Reformowanego brał udział w światowych kongresach kalwińskich w Cardiff (1925), Budapeszcie (1927), Hadze (1929) oraz Larviku (1938).
W 1919 roku otrzymał katedrę na Wydziale Teologicznym Uniwersytetu Witolda Wielkiego w Kownie, gdzie wykładał m.in. język hebrajski. Dał się poznać jako poliglota: mówił w kilkunastu językach europejskich, poza polskim i litewskim również w łacinie i grece, po niemiecku, francusku, angielsku, łotewsku i rosyjsku.
Po rezygnacji z wykładania na uniwersytecie nauczał łaciny w gimnazjum w Kielmach.
W 1938 roku objął urząd ostatniego generalnego superintendenta (tytuł analogiczny do tytułu biskupa kościoła) Kościoła Ewangelicko-Reformowanego w Wilnie (Jednoty wileńskiej).
Po aneksji Litwy przez ZSRR ewakuował się do Niemiec wraz z żoną oraz siostrą Heleną (1864–1941) zamordowaną później przez nazistów. Po II wojnie światowej zamieszkał w Dolnej Saksonii.
W 1953 został wybrany przez emigracyjny synod w amerykańskim Salem superintendentem generalnym Litewskiego Kościoła Ewangelicko-Reformowanego na wychodźstwie. Wziął udział w Światowej Konferencji Kościołów Ewangelicko-Reformowanych w Princeton w stanie New Jersey oraz w zjeździe Światowej Rady Kościołów w Evanston w Illinois.
Jego żoną była poślubiona w 1910 w kościele ewangelicko-reformowanym w Rydze Józefina ze Staniewiczów (1876–1942).